# Manuel Quintana Castillo
Manuel Quintana Castillo (Caucagua, Miranda, Venezuela, 6 de enero de 1928-Caracas, 12 de abril de 2016) fue un pintor venezolano formado en la Escuela de Artes Plásticas y Aplicadas entre los años 1946 y 1949. Quintana se destacó por tener más de veinte exposiciones individuales en su currículo y haber ganado el premio nacional de Artes Plásticas en el año 1973.  

## Vida y obra
Para el año 1949, Quintana explora la geometría manual luego de leer Universalismo constructivo, escrito por Joaquín Torres García y se enfoca en los principios de bidimensionalidad al cercarse a los postulados de Rufino Tamayo y Paul Klee.
En 1955 se relaciona con el realismo mágico y la atmósfera onírica, y trabaja en figuras geométricas sobre fondos sin relieve. Para la época obtiene el Premio Henrique Otero Vizcarrondo del XVI Salón Oficial con Cúpira  y el premio de pintura del VII Salón Planchart con La bailarina nocturna. Ese mismo año participa junto a la representación venezolana en la XXVIII Bienal de Venecia. Al año siguiente gana el Premio John Boulton en el XVII Salón Oficial con Tejedora de nubes, y en 1957 obtiene el primer premio del IV Salón D'Empaire con El adivino; y se une al grupo Sardio.
En el año 1959 gana el primer premio de dibujo en la Primera exposición nacional de dibujo y grabado de la Facultad de Arquitectura y Urbanismo de la Universidad Central de Venezuela. Un año después participa en el salón Espacios vivientes del Palacio Municipal de Maracaibo con Un tiempo remoto y Reino Solar; y en la Bienal de México realizada en Ciudad de México. En dicha época también exhibe en las muestras Pintores venezolanos en el Museo de Arte Moderno de la Ciudad de México y Venezuela: pintura hoy expuesta en La Habana, Cuba y en Caracas.
En 1961 expone un resumen de su creación artística desde 1954 en 31 obras que se exhibieron en el Museo de Bellas Artes. Ese año gana una beca y viaja a Europa donde realiza una pasantía en la Academia Massana. En dicha época sus influencias fueron Joan Miró y Delaunay.
Para 1962 participa en la XXXI Bienal de Venecia con Image et memoire. Al año siguiente diseña y realiza un mural en mosaico vidriado de aproximadamente 176 metros en el Gimnasio Cubierto del 23 de enero, también participa en actividades del grupo El León de Oro. 
Desde 1965 y hasta 1967 dirigió el programa de crítica de arte Cuaderno de Pintura en la Radio Nacional de Venezuela. En esta misma época también fue el director del departamento de arte del Instituto Nacional de Cultura y Bellas Artes.
En 1966 participa en Persistencia de la imagen en la Galería XX2 y un año después en Reencuentro de una generación en la Galería Botto. En 1967 la Galería XX2 organiza una exposición individual de Quintana Castillo en la cual el artista rindió homenaje a Julio Garmendia. En 1970 exhibe dos muestras individuales en las galerías Cassian y Banap de Caracas. Para 1972 participa en el  XXX Salón Arturo Michelena y allí obtiene una mención honorífica. Para el año siguiente recibió uno de los mayores galardones: el Premio Nacional de Artes Plásticas. 
Forma parte de Kunst der Gegenwart aus Latinamerika. Kongrebjall am oistiengang  en Alemania en 1976 junto a Luisa Richter, Oswaldo Vigas, Carlos Cruz-Diez e Iván Petrovszky. Al año siguiente obtiene con El caballo y la puerta el primer premio en el XXXVI Salón Arturo Michelena. en 1979 participa en la XV Bienal de São Paulo, Brasil, y al año siguiente exhibe esas obras en el Museo de Bellas Artes. En 1984 expone obras en la Galería Siete Siete y en 1985 participa en Amazonia en la Sala Mendoza.
Dos premios nacionales y un escultor fue el nombre dado a la exposición de Quintana Castillo junto a Luisa Ritcher y Harry Abend en la Galería Durban de Caracas en 1989. Al año siguiente participa en Figuración, fabulación. 75 años de pintura en América Latina en el Museo de Bellas Artes y en Los 80. Panorama de las artes visuales en Venezuela en la Galería de Arte Nacional. Durante 1992 se mostraron obras de su autoría en Expo-Sevilla, España, y un año después en la Casa de América en Madrid. En 1993 presenta Pinturas topológicas en la Galería de Altamira de Caracas.
Para en año 1995 participa en varias exposiciones colectivas en las galerías Uno y Altamira de Caracas. En 1996 la Asociación Venezolana de Artistas Plásticos le otorga el premio Armando Reverón y es homenajeado en la Feria Iberoamericana de Arte de ese año. 

### Docencia
Además de dedicarse al arte, Quintana se desempeñó como profesor desde el año 1958 cuando trabaja como docente de pintura y dibujo en la Escuela de Artes Plásticas y Aplicadas hasta 1974.
También fue profesor del Instituto Experimental de Formación Docente, de la Facultad de Arquitectura y Urbanismo de la Universidad Central de Venezuela, del Instituto Neumann, y de la cátedra de introducción a la pintura de la Universidad Pedagógica Experimental Libertador.

### Fallecimiento
Quintana Castillo murió a los 88 años de edad el 12 de abril de 2016 debido a complicaciones de salud. En el 2010 fue realizado el último homenaje al artista, el cual fue organizado por la Galería de Arte Nacional.

## Galeria

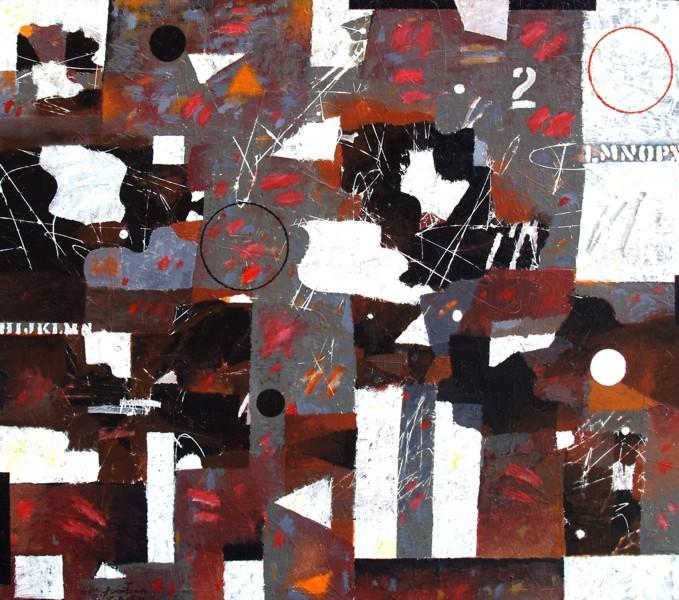
La rendición de Breda. 2007. Acrílico sobre lienzo. 115 cm x 130 cm
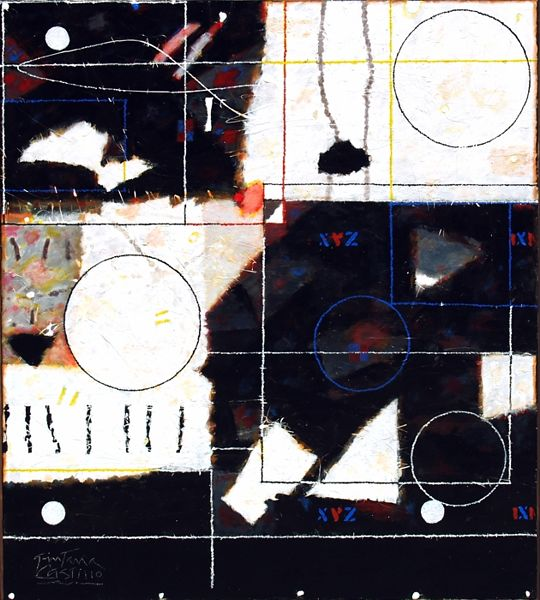
Campanario. 2010. Acrílico sobre lienzo. 130 cm x 115 cm.
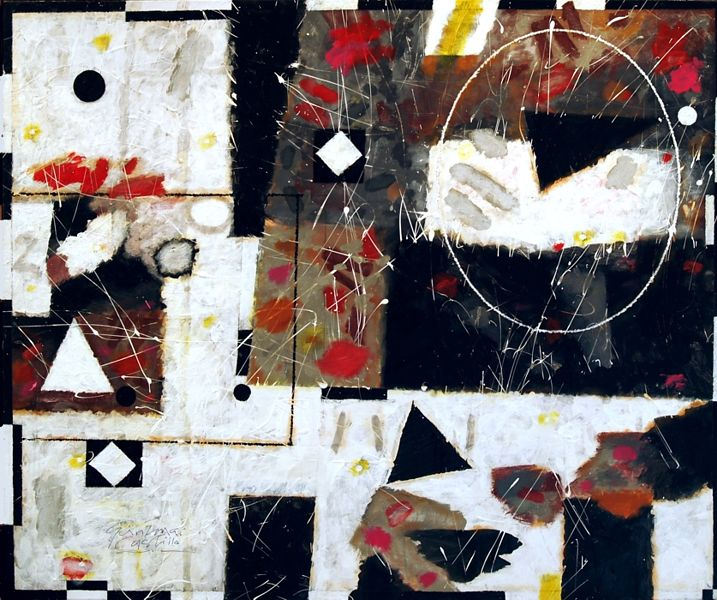
La hoja y el cristal. 2010. Acrílico sobre lienzo. 100 cm x 120 cm.
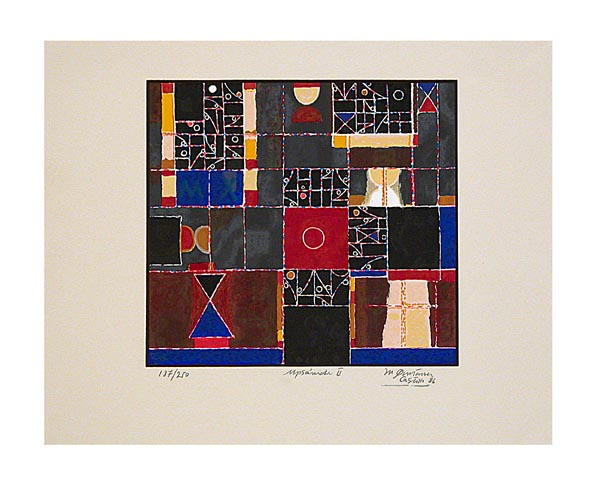
Upsanida II. Sin fecha. Serigrafía. 50 cm x 60cm.
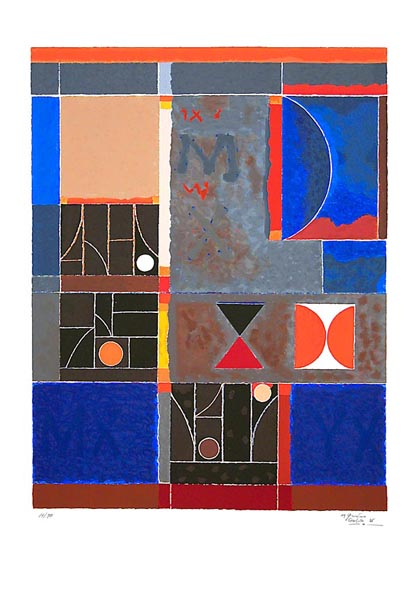
Umbralia II. Sin fecha. Serigrafía. 100 cm x 70 cm.
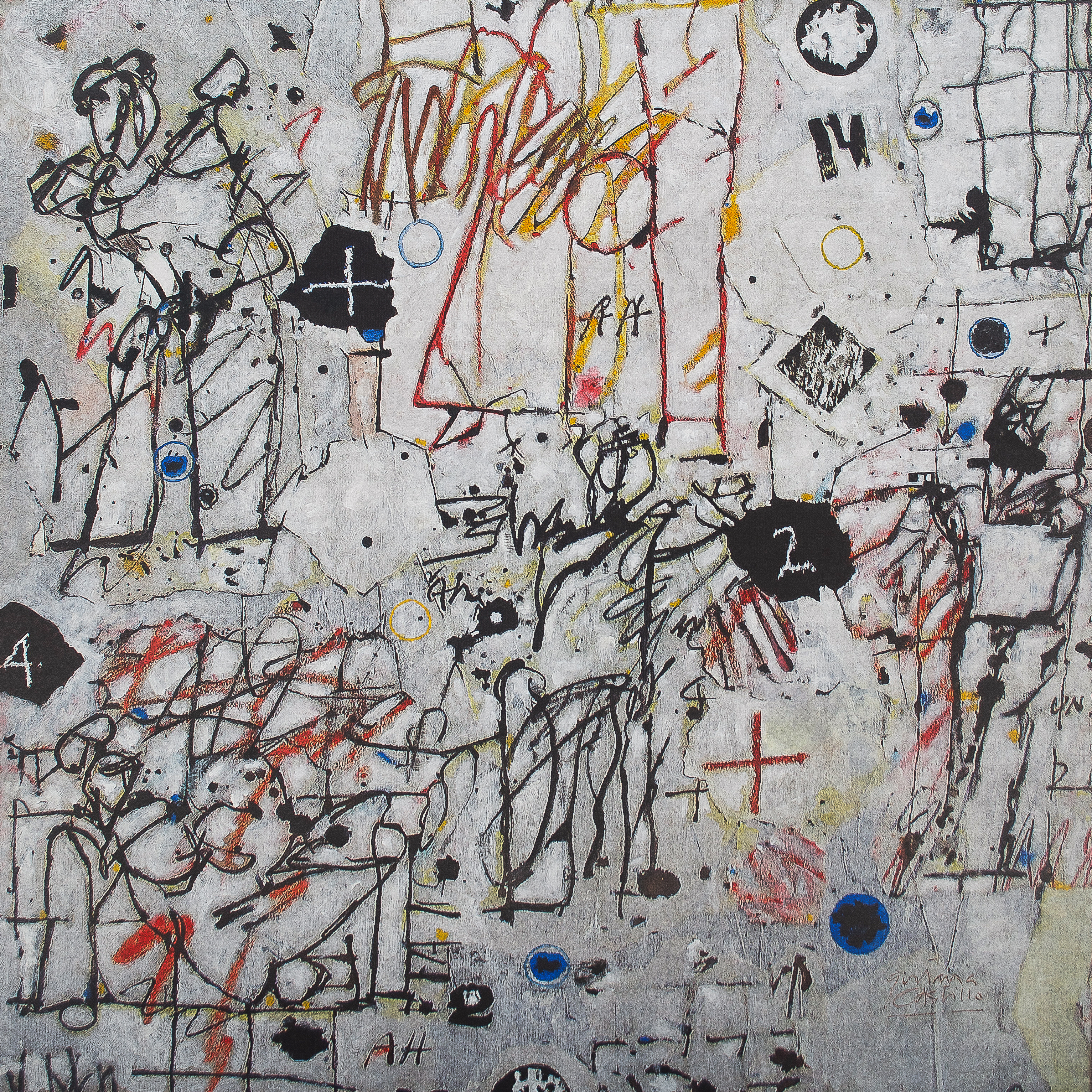
Titulo: 4 de Febrero
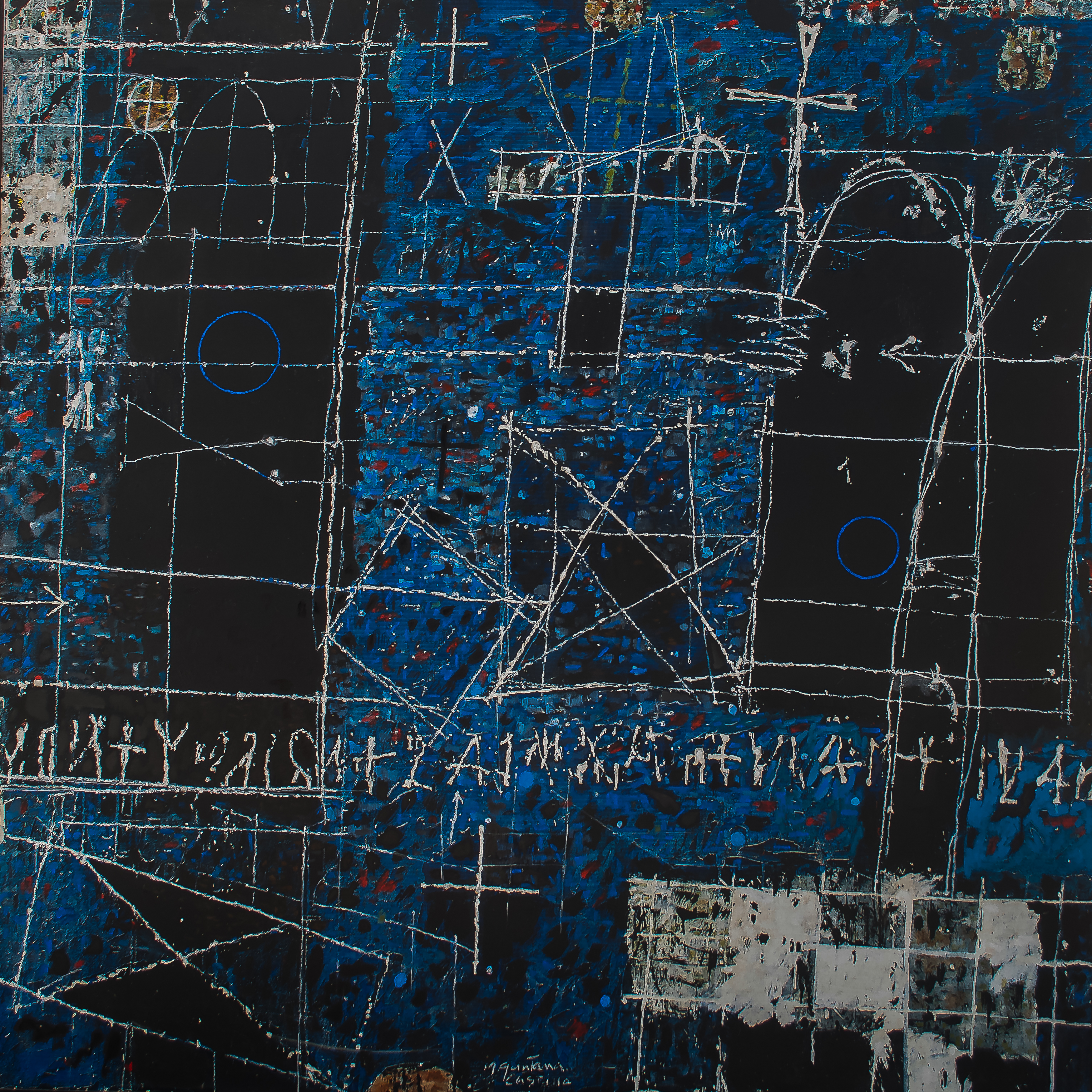
Titulo: Enigma con una mano

## Exposiciones individuales
- 1961 Manuel Quintana Castillo. Pinturas 1954-1961. Museo de Bellas Artes.

- 1967 Cartas mágicas, poemas objeto, grafopintura, tienda de muñecos. Quintana Castillo. Galería XX2, Caracas.

Manuel Quintana Castillo. Pinturas – cromo/ensamblajes. Liceo Libertador, Mérida.
- 1968 Pinturas recientes. Ucla.

- 1969 Manuel Quintana Castillo. Reencuentro con el objeto. Galería Acquavella, Caracas / Galería Banap, Caracas

- 1970 Objetos y personajes. Galería Banap, Caracas.

Pequeña retroctiva. Galería Cassian, Caracas.
- 1973 Manuel Quintana Castillo. Obras recientes. Galería Framauro, Caracas.

Manuel Quintana Castillo. Galería Humboldt, Caracas.
- 1974 Homenaje a Manuel Quintana Castillo. Sala de Exposiciones, Plaza Bolívar, Caracas.

- 1978 Del taller de Manuel Quintana Castillo. Galería de Arte Nacional.

- 1980 Obras para la Bienal de São Paulo. Museo de Bellas Artes.

- 1981 Galería Borgenitch, Nueva York.

- 1983 Hospital de Niños J.M. de los Ríos, Caracas.

- 1984 Signos, esculturas y emblemas. Galería Siete Siete, Caracas.

- 1985 Signos para un vocabulario. Galería Arte Hoy, Caracas.

- 1988 Planos de acción geométrica viva. Galería Arte Hoy, Caracas.

- 1990 La piel del tiempo. Galería Arte Hoy, Caracas.

- 1992 Exhibición de xeroxgrafías. Hotel Caracas Hilton, Caracas.

- 1993 Pinturas topológicas/superficies activas. Galería Altamira, Caracas.
- 1995 El río de Heráclito. Galería Muci, Caracas

- Fuera de juego. Exposición antológica de Manuel Quintana Castillo. MAVAO.
- 1996 Talismanes. Galería Muci, Caracas.

- 1997 Bañarse en el mismo río. Museo de Arte, Bogotá.

- 1999 Espacio pictórico. Manuel Quintana Castillo. Centro Cultural Eladio Alemán Sucre, Valencia, Edo. Carabobo.

- 2000 En el río de Babel. Obras de Manuel Quintana Castillo. Galería Muci, Caracas.

- 2001 Manuel Quintana Castillo. Un espacio, una escritura. BCV.

- 2002 La piel del tiempo. Manuel Quintana Castillo. Exposición retrospectiva. Galería de Arte Nacional.

## Premios
- 1954 Mención honorífica. I Salón D'Empaire.

- 1955 Premio Henrique Otero Vizcarrondo. XVI Salón Oficial

- Premio de pintura. VII Salón Planchart.
- 1956 Premio John Boulton. XVII Salón Oficial.

- 1957 Primer premio. IV Salón D'Empaire.

- 1959 Primer premio de dibujo. Primera exposición nacional de dibujo y grabado, Facultad de Arquitectura y Urbanismo, Universidad Central de Venezuela.

- 1964 Premio Antonio Esteban Fría. XXV Salón Oficial.

- 1972 Mención honorífica. XXX Salón Arturo Michelena.

- 1973 Premio Nacional de Artes Plásticas, Caracas.

- 1978 Premio Arturo Michelena. XXXVI Salón Arturo Michelena.

- 1981 Premio de adquisición. I Bienal de Artes Visuales, Museo de Bellas Artes.

- 1990 Primer premio. V Bienal Nacional de Dibujo, Fundarte, MAVAO.

- 1996 Premio Armando Reverón. Asociación Venezolana de Artistas Plásticos.

- 1998 Premio Antonio José de Sucre, I Bienal Internacional de Cumaná.